# Костена река
Костена река е село в Североизточна България. То се намира в община Шумен, област Шумен.

## География
Селото се намира на 23 км източно от Шумен. Разположено е в красива местност на около 350 м надморска височина, отвсякъде заобиколено от гори. От южната му страна тече рекичка, а от нея нагоре се издига Балкана. На Изток има все още неизследвана пещера.

## История
Старото име на селото е Дере кьой.

## Население
Численост на населението според преброяванията през годините:
| \| Година на преброяване \| Численост \| \| --------------------- \| --------- \| \| 1934 \| 383 \| \| 1946 \| 415 \| \| 1956 \| 257 \| \| 1965 \| 200 \| \| 1975 \| 83 \| \| 1985 \| 63 \| \| 1992 \| 71 \| \| 2001 \| 72 \| \| 2011 \| 49 \| \| 2021 \| 28 \| |           |
| Година на преброяване | Численост |
| 1934 | 383       |
| 1946 | 415       |
| 1956 | 257       |
| 1965 | 200       |
| 1975 | 83        |
| 1985 | 63        |
| 1992 | 71        |
| 2001 | 72        |
| 2011 | 49        |
| 2021 | 28        |

### Етнически състав

#### Преброяване на населението през 2011 г.
Численост и дял на етническите групи според преброяването на населението през 2011 г.:
|                     | Численост | Дял (в %) |
| Общо                | 49        | 100,00    |
| Българи             | 49        | 100,00    |
| Турци               | 0         | 0,00      |
| Цигани              | 0         | 0,00      |
| Други               | 0         | 0,00      |
| Не се самоопределят | 0         | 0,00      |
| Неотговорили        | 0         | 0,00      |

## Културни и природни забележителности
На североизток по пътя за военното поделение, на около 1 км се намира „Царската гора“. По време на маневри цар Борис III минал оттук на кон. Гората много му харесала и посъветвал хората да я запазят, за да се разхождат и в празници да се събират там. Дърветата са вековни. Дотам води асфалтов път, има и чешма с леденостудена вода.
Селото е невероятно, но няма магазин, няма лекар, нито полицай, а улиците са дупка до дупка. До селото няма транспорт. Общо взето то е откъснато от света. Достъпът до селото към 2019 г. е посредством частично ремонтирани пътища.

## Други
Развити отрасли, производства – пчеларство.